# The Terror (romance)
The Terror é um romance de 2007 do autor americano Dan Simmons. É um conto ficcional da expedição perdida do Capitão Sir John Franklin de HMS Erebus e HMS Terror para o Ártico, em 1845-1848, para forçar a Passagem do Noroeste. No livro, enquanto Franklin e sua equipe estão atormentados por fome e doença, e forçados a lutar contra o motim e o canibalismo, eles são perseguidos por uma monstruosa criatura na paisagem ártica sombria.
A maioria dos personagens apresentados em The Terror são membros reais da equipe de Franklin, cujo desaparecimento inexplicado garantiu uma grande especulação. Os personagens principais da novela incluem Sir John Franklin, comandante da expedição e capitão do Erebus; Francis Crozier, capitão do Terror; Dr. Harry D. S. Goodsir; e o capitão James Fitzjames.
The Terror foi nomeado para o British Fantasy Award em 2008.

## Enredo
O livro segue uma estrutura narrativa não-linear, começando em um ponto aproximadamente a meio da trama geral. A narrativa alterna entre múltiplos personagens do ponto de vista e usa narrativa de terceira e primeira pessoa (a última na forma de entradas do diário do Dr. Goodsir).
A história começa no inverno de 1847. Durante mais de um ano, o HMS Terror e HMS Erebus ficam presos no gelo, a 28 milhas a noroeste da ilha do Rei Guilherme. O clima tem sido muito mais frio do que o normal, as provisões de lata dos navios estão cada vez mais escassas e muitas vezes putrefadas, e o gelo marinho e as massas terrestres são misteriosamente desprovidos de qualquer vida selvagem que possa ser caçada. Além dos perigos naturais, as tripulações estão sendo perseguidas e atacadas por um monstro que se assemelha a um imenso urso polar.
Em flashbacks, o romance relaciona alguns dos antecedentes antes da situação atual da expedição. A expedição de Franklin é a última de uma série de tentativas de forjar a Passagem do Noroeste, todas as quais terminaram em fracasso. Sir John Franklin, tendo sido lembrado em desgraça de uma publicação do governo na Terra de Van Diemen, vê a expedição como sua última chance de glória e reconhecimento. O capitão Francis Crozier, amargurado pela rejeição romântica nas mãos da sobrinha de Franklin, procura distrair-se novamente se aventurando no Ártico. O resto da tripulação assinou para a aventura. Embora a expedição comece auspiciosamente, três homens morrem de doença durante o primeiro inverno no gelo, e logo depois, Franklin toma a decisão fatídica de viajar ao redor da costa nordeste da Ilha do Rei Guilherme, o que leva a que os navios ficarem presos.
No verão de 1847, Franklin envia grupos em várias direções do outro lado do gelo, na esperança de encontrar água aberta. Nenhum dos grupos consegue esse objetivo. No entanto, um dos grupos encontra um par de "Esquimaux" no gelo, uma jovem e um homem velho. Eles acidentalmente atiraram no homem, com o qual eles são atacados pelo monstro, que mata o tenente Graham Gore, o líder do grupo. Quando o grupo retorna aos navios, a menina segue-os. Crozier nomeia-a "Lady Silence", como a sua língua parece ter sido mordida no passado, tornando-a muda. Depois que o homem Esquimaux morre a bordo do Erebus, o monstro começa a perseguir as tripulações e a atacar. Embora o animal mostre sinais de inteligência, os homens acreditam que não é mais do que um urso invulgarmente agressivo. Essa suposição leva-os a subestimar a criatura. Franklin é morto em uma tentativa fracassada de encurralar a criatura ao ar livre, e vários outros oficiais e homens são mortos à medida que os meses progridem.
Após a morte de Franklin, Crozier se torna o comandante da expedição, com o capitão James Fitzjames assumindo o papel de oficial executivo. Apesar de alguma tensão inicial entre eles, os dois homens gradualmente se tornam amigos quando tentam lidar com as ameaças do monstro, da doença e da fome iminente. Em 1848, as equipes tornam-se mais debilitadas pelo frio extremo e pela falta de comida fresca, e o monstro continua a progredir neles. Um maldito "carnaval de máscaras da Véspera de Ano Novo" acabou com um grande número da expedição, incluindo três dos quatro cirurgiões, sendo morto pelo monstro e o fogo amigo do destacamento Royal Marines da expedição. Crozier posteriormente castiga o Mate Cornelius Hickey de Caulker e outros dois homens com 50 chicotadas. Hickey começa a tramar contra os oficiais, especialmente Crozier e o tenente John Irving, que antes descobriram Hickey está copulando com outro membro da tripulação na espera do Terror.
À medida que a primavera se aproxima, Erebus é finalmente esmagado e afundado pelo gelo implacável. A equipe restante escapa para o Terror por um curto período de tempo, até que Crozier finalmente ordene o navio abandonado. Os 105 sobreviventes da expedição se mudaram para 'Terror Camp', um refúgio de tenda na Ilha do Rei Guilherme. Depois de descartar uma tentativa de chegar ao lado oposto da Península de Boothia, Crozier e Fitzjames concluem que sua melhor esperança é levar os barcos salva-vidas de ambos os navios para o sul para o continente canadense e depois para baixo do Rio Back para um posto avançado no Great Slave Lake, uma árdua jornada de várias centenas de milhas. No entanto, antes que eles possam partir, Irving é atacado e assassinado por Hickey. Hickey é o culpado da morte de Irving em um bando de caçadores de Esquimaux que Irving tinha de fato amitido, e os Esquimaux são atacados e massacrados por vingança. A partir deste ponto, as tripulações temem e evitam a população nativa.
Com toda a esperança de resgate eliminados, as tripulações começam a transportar os barcos à Ilha do Rei Guilherme. A caminhada é brutal, e muitos dos homens morrem de exaustão, exposição e doença, incluindo Fitzjames. Há rumores de motim de Hickey e seu séquito crescente, e o monstro continua a aparecer com uma frequência mortal, em um certo ponto, matando toda uma equipe de barcos enquanto exploram uma vantagem aberta no gelo. Sem outras opções, e apesar de sofrer baixas, a equipe continua a pressionar para o sul e, eventualmente, chegar a uma posição na margem sul da ilha que eles chamam 'Rescue Camp'. Os sobreviventes se separam em vários grupos. Hickey e seu grupo declaram sua intenção de retornar ao Terror Camp, enquanto outro grupo opta por retornar ao próprio Terror, apesar da possibilidade de que ele tenha sido esmagado pelo gelo. Crozier concorda em deixá-los ir, mas depois, ele e Goodsir são atraídos para fora do campo e emboscados pelos homens de Hickey. Crozier dispara e feridas fatalmente Magnus Manson, amante de Hickey e o líder principal, e depois é baleado e aparentemente morto por Hickey, enquanto Goodsir é tomado como refém.
O resto da tripulação decide continuar marchando para o sul. Todos os três grupos eventualmente se encontram com um desastre. A tripulação de Hickey, apesar de recorrer ao canibalismo, é interrompida por falta de blizzard, e a maioria dos homens morre de fome ou morreu, enquanto o resto é assassinado por Hickey, que começou a sofrer delírios de divindades. Manson morre de suas feridas, Goodsir comete suicídio, e Hickey é morto pelo monstro. O destino dos outros grupos não é revelado, mas está implícito que eles também morreram, tornando Crozier o único sobrevivente da expedição. Crozier é resgatado por Lady Silence, que trata suas feridas com medicina nativa e o traz com ela em suas viagens.
À medida que ele se recupera de seus ferimentos, Crozier experimenta uma série de sonhos ou visões que finalmente revelam a verdadeira natureza da criatura. É chamado de Tuunbaq, um demônio criado há milênios pela deusa de Esquimaux, Sedna, para matar seus companheiros de espírito, com quem ela ficou brava. Depois de uma guerra que durou 10 mil anos, os outros espíritos derrotaram o Tuunbaq, e voltou para Sedna, que o baniu para os resíduos do Ártico. Lá, o Tuunbaq começou a se apoderar dos Esquimaux, massacrando-os por milhares, até que seus xamãs mais poderosos descobriram uma maneira de se comunicar com o demônio. Ao sacrificar suas línguas à besta e prometendo ficar fora de seu domínio, esses xamãs, os sixam ieua, conseguiram parar a fúria do Tuunbaq. Lady Silence é revelada para ser um desses xamãs, e ela e Crozier acabaram se tornando amantes. Ele escolhe abandonar a sua vida antiga e se juntar a ela como sixam ieua.

## Personagens
Capitão Francis Crozier
O segundo comandante da expedição (ele se torna comandante da expedição após a morte de Sir John Franklin) e narrador primário do livro. Ele é retratado como um líder competente e um hábil capitão, embora sofra de alcoolismo e uma profunda sensação de insegurança decorrente de sua ascendência irlandesa e de um humilde nascimento. Ele também está implicado em possuir habilidades psíquicas latentes. No final do romance, ele foi baleado várias vezes durante a traição e emboscada por Cornelius Hickey, perto de Rescue Camp. Crozier é salvo (em circunstâncias inexplicadas) por Lady Silence, que usa a medicina nativa para curar suas feridas de bala. Ela ensina-o a sobreviver nas condições adversas do Ártico e nos caminhos dos governadores espirituais de sixam ieua, e os dois se tornam amantes. Crozier, eventualmente, junta-se ao Silence como um sixam ieua, e eles têm dois filhos juntos. Ele adota o nome Inuit Taliriktug, que significa 'Forte Braço'.
Comandante James Fitzjames
O terceiro comandante da expedição e o capitão de Erebus antes da morte de Franklin. Ele é um oficial de classe alta, descrito como bonito e encantador. No início do livre, Crozier é cauteloso com Fitzjames e com ciúmes do aparente favoritismo que se mostra para ele dentro da Royal Navy. No entanto, eles se tornam amigos firmes à medida que o romance progride. Após a morte de Franklin, Fitzjames prova ser um capitão muito competente de Erebus e um inestimável assistente de Crozier. Ao longo do romance, a condição física de Fitzjames deteriora-se constantemente e, eventualmente, morre de uma doença (implícita em botulismo) durante a caminhada ao sul, através da ilha do Rei Guilherme.
Dr Harry D.S. Goodsir
Treinado como um anatomista e assinado por Franklin como cirurgião auxiliar, ele é considerado o mais baixo dos quatro médicos que partiram na expedição, já que ele é tecnicamente um civil e não um oficial naval. Após a morte violenta dos outros médicos do Carnivale Venetian, Goodsir torna-se o único médico a bordo de qualquer navio. Embora ele inicialmente pareça ser fraco e efeminado, ele é retratado como um homem compassivo, forte vontade e infatigável, que ganha o respeito de toda a equipe. Ele é sequestrado pelos amotinados de Cornelius Hickey, que o mutilam repetidamente quando ele se recusa a ajudá-los a massacrar seus companheiros mortos para seu sustento e, eventualmente, comete suicídio tomando um coquetel letal de drogas.
Tenente John Irving
Um jovem oficial que tem o dever de proteger / investigar a misteriosa inuit, "Lady Silence", com quem ele ficou apaixonado. Irving é retratado como um mulherengo rouco e despreocupado, que assinou a expedição para a glória e a fama. Apesar disso, ele se torna um dos favoritos do capitão Crozier e é mostrado como um dos oficiais mais confiáveis da expedição. No final do romance, enquanto em uma exploração individual da ilha do Rei Guilherme, Irving faz amizade com uma festa de caça Esquimaux. No entanto, antes que ele possa voltar ao acampamento e relatar sua descoberta sobre os potenciais salvadores da expedição, ele é atorado e brutalmente assassinado por Cornelius Hickey.
Caulker’s Mate Cornelius Hickey
Descrito como um advogado do mar, tortuoso e marinho, Hickey é, após o Tuunbaq, o principal antagonista do romance. Hickey tem uma forte aversão ao Tenente Irving quando Irving descobre acidentalmente Hickey e Seaman Manson terem relações sexuais nas entranhas do HMS Terror e ficam enfurecidos com todos os oficiais quando ele é açoitado após o Carnivale Venetian. Sua animosidade em relação a Irving culmina com o horrível assassinato de Hickey do tenente na ilha do Rei Guilherme. As várias tentativas de Hickey de fomentar o motim são finalmente bem-sucedidas no Rescue Camp, quando convence um número da tripulação a tentar retornar ao Terror Camp abandonado. Depois que Crozier deixa que Hickey e seus seguidores se afastem da expedição principal, Hickey tenta retornar ao Terror Camp, embora ele volte rapidamente para matar Crozier e sequestrar o Dr. Goodsir. Hickey finalmente é morto pelo Tuunbaq, que rejeita sua alma.
Marinheiro Magnus Manson
Um homem gigante, fisicamente poderoso com deficiências de desenvolvimento leves, Manson é o amante de Cornelius Hickey e o principal amigo. Hickey usa Manson como uma espécie de arma viva, colocando-o em pessoas que se aproximam. Apesar disso, Manson é bem considerado pela tripulação, pois sua imensa força é útil para muitas tarefas a bordo do navio. Manson é baleado no estômago pelo capitão Crozier durante a tentativa dos mutantes de matar o comandante da expedição. Ele sobreviveu por várias semanas, apesar de seus ferimentos. O Dr. Goodsir mente para Manson e Hickey sobre a gravidade das lesões, ignorando o juramento de Hipócrates, e permite que Manson morra sem fornecer um tratamento eficaz.
Mestre de Gelo Thomas Blanky
Um homem franco, jovial e simpático, Blanky é o único personagem que evade o Tuunbaq não uma vez, mas duas vezes. Apesar de sua fuga, ele perde uma perna e sofre outros ferimentos, incluindo congelamento, após o que ele recebe uma perna. Apesar disso, Blanky continua a manter a esperança de sobrevivência e resgate, até que ele desenvolva gangrena no coto de sua perna cortada durante a caminhada pela ilha do Rei Guilherme. Percebendo que ele não é mais do que um fardo para a equipe, ele opta por ficar para trás no gelo enquanto o resto dos sobreviventes luta, e ele é eventualmente atacado e morto pelo Tuunbaq, embora implique que ele morra lutando.
Capitão do Foretop Harry Peglar
Um membro respeitado da equipe, Peglar é um dos oficiais mestiços a bordo do HMS Terror'" e é o ex-amante do Steward dos Oficiais Subordinados John Bridgens. Peglar é disléxico e apresenta uma queixa do coração que se torna evidente mais tarde no romance. Ele é morto pelo Tuunbaq, juntamente com vários outros membros da tripulação, enquanto tenta explorar uma possível vantagem para a água aberta.
Oficial Subordinado Steward John Robergens
O membro sobrevivente mais antigo da expedição, Bridgens é o ex-amante de Harry Peglar. Um homem sábio, ele se torna assistente do Dr. Goodsir por um tempo no 'Rescue Camp'. Com a fome e a doença, o único vencedor, Bridgens decide simplesmente deixar o campo e entrar nas colinas baixas da Ilha do Rei Guilherme. Ele é mencionado pela última vez no romance que caiu pacificamente adormecido depois de assistir um lindo pôr do sol no Ártico.
Grumete Robert Golding
23 anos no final do romance, Golding não é mais um grumete, mas ele é descrito como possuindo a credulidade de um grumeye. Apesar de parecer ser leal ao capitão Crozier, ele secretamente caiu com o grupo de Hickey. Ele conduz um subterfúgio elaborado e bastante humorístico para atrair Crozier e o Dr. Goodsir para o sítio da emboscada Hickey (suas tentativas de pronunciar a palavra polínia: pólipo e poliba, exasperante capitão Crozier). Golding finalmente morre junto com o resto dos compatriotas de Hickey.
Lady Silence (Silna)
Uma jovem inuit que tem uma ligação misterioso para o Tuunbaq. Depois que seu companheiro é baleado por uma festa da expedição, ela acompanha a expedição de volta aos navios. Quando seu companheiro morre, ela permanece a bordo do Terror, instalando-se em um armário de corrente no porão do navio e vai e vem como quiser. As tripulações têm medo dela, acreditando que ela é uma bruxa, e em pelo menos uma ocasião sua vida é ameaçada pelo grupo de Hickey, embora o capitão Crozier possa desarmar a situação. Ela aparentemente segue os homens quando eles deixam os navios e salvam a vida de Crozier depois que Hickey o dispara. Ela ensina Crozier a sobreviver no Ártico, e eles acabaram se tornando amantes. A aptidão de Silêncio para a sobrevivência é frequentemente comparada ao fracasso dos membros da expedição em manter o calor e encontrar o sustento nas duras condições árticas.
O Tuunbaq
Um monstro devorador de alma da mitologia inuit, o Tuunbaq é uma máquina de matar indestrutível que tomou a forma de um urso polar maciço com um pescoço alongado. O produto de uma guerra entre os deuses inuit, foi banido para os resíduos congelados do norte. O Tuunbaq presa todas as criaturas dentro do seu domínio gelado, mas gosta particularmente de comer as almas dos humanos. Somente os governadores de espíritos do céu de sixam ieua - um seleto grupo de xamãs inuit, especialmente criados por suas habilidades psíquicas, mantêm qualquer influência sobre a besta. Os sixam ieua permitem que o Tuunbaq coma suas línguas como um sinal de sua dedicação, mas eles podem convocar a criatura e prestar homenagem a ela com sua garganta cantando e presentes de carne animal. Eles se comunicam com ele (e outros sixam ieua) usando uma forma de telepatia.

## Recepção
O romance recebeu uma resposta mista da crítica. Alguns avaliadores encontraram o seu comprimento fora de jogo. Terrence Rafferty, escrevendo no New York Times, não ficou impressionado com os capítulos da Mitologia Inuit no final do romance e, referindo-se ao tamanho do livro, brincou: "[lendo] 'The Terror' não vai matar você a não ser que caia na sua cabeça". A revisão do Daily Telegraph declarou: "... você precisa de uma picada de gelo para passar por partes do livro ...", mas continuou dizendo que o romance "... tem um poder frio". O Washington Post observou: "Apesar do seu comprimento Leviatã, The Terror prova uma leitura convincente".

## Adaptação televisiva
Após o sucesso da série The Walking Dead, a rede americana AMC está planejando fazer uma série de terror com base neste romance. Em março de 2016, foi confirmado que a AMC encomendou 10 episódios, com uma data de estreia esperada em 2017. David Kagjanich e Soo Hugh servirão como co-showrunners, e Kagjanich também definiu a adaptação. Ridley Scott, Alexandra Milchan, Scott Lambert, David Zucker e Guymon Casady estão preparados para servir como produtores executivos. Em setembro de 2016, foi anunciado que Tobias Menzies foi escalado como líder em série e os showrunners estavam buscando uma mulher inuit, com idades compreendidas entre os 16 e 30 anos, para interpretar um "personagem principal" não especificado, muito provavelmente Lady Silence.

## Informações da publicação
- Simmons, Dan (2007). The Terror 1st ed. [S.l.]: Little, Brown and Company. ISBN 0-316-01744-2 784 páginas.